# Kevin Pereira
Kevin Tadeo Pereira Leguizamón (Asunción, Paraguay, 15 de enero de 2004) es un futbolista paraguayo. Juega como extremo izquierdo o mediocampista. Su equipo actual es el Sportivo Luqueño de la Primera División de Paraguay, cedido por Talleres de Córdoba.

## Trayectoria
Debutó a la edad de 14 años en Deportivo Capiatá. Luego de la temporada 2021, su equipo descendió a la Tercera División y él fue transferido a Talleres de Córdoba de la Primera División de Argentina, con un vínculo contractual de cinco años.
En 2023, fue cedido al F. C. Juárez de la Primera División de México, y en agosto de ese mismo año, se marchó nuevamente cedido a Sportivo Luqueño, de la Primera División de Paraguay.

## Selección nacional

### Sub-15
Tras su debut en la Primera División de Paraguay con Deportivo Capiatá, Pereira fue convocado a la selección sub-15 de Paraguay con la que disputó el Campeonato Sudamericano de 2019. Durante el torneo, el equipo paraguayo terminó en tercer lugar, y Pereira se destacó como una de las figuras clave, anotando dos goles en seis partidos.
| Torneo                      | Sede     | Resultado    | Partidos | Goles |
| --------------------------- | -------- | ------------ | -------- | ----- |
| Sudamericano Sub-15 de 2019 | Paraguay | Tercer lugar | 6        | 2     |

### Sub-16
El 29 de febrero de 2020, Paraguay venció 4-1 a Italia en un amistoso internacional, con goles de Samuele Vignato para Italia (19'), seguido por Kevin Pereira (20') para Paraguay, luego Julio Enciso (46') y otro gol de Pereira a los 54', cerrando la victoria con otro tanto de Enciso a los 68'. Pereira anotó dos goles en ese encuentro.

### Sub-17
Pereira registra también pasos por la selección sub-17 de Paraguay y sub-20.

## Clubes
| Club                        | País      | Año       |
| --------------------------- | --------- | --------- |
| Deportivo Capiatá           | Paraguay  | 2018-2021 |
| Talleres de Córdoba         | Argentina | 2022      |
| F. C. Juárez (préstamo)     | México    | 2023      |
| Sportivo Luqueño (préstamo) | Paraguay  | 2023-act. |